# Anastatus ramakrishnai
Anastatus ramakrishnai är en stekelart som först beskrevs av Mani 1935.  Anastatus ramakrishnai ingår i släktet Anastatus och familjen hoppglanssteklar. Inga underarter finns listade i Catalogue of Life.